# Bavent
Bavent é uma comuna francesa na região administrativa da Normandia, no departamento Calvados. Estende-se por uma área de 18,46 km². Em 2010 a comuna tinha 1 882 habitantes (densidade: 102 hab./km²).